# Хеселден, Джими
Джеймс Уильям «Джими» Хеселден (англ. Jimi Heselden, 27 марта 1948 года, Халтон Мур, Уэст-Йоркшир — 26 сентября 2010 года, Торп-Арч, Уэст-Йоркшир) — британский изобретатель и предприниматель, основатель компании Hesco Bastion.

## Биография
Родился и вырос в бедной семье в городе Лидс, Уэст-Йоркшир, Великобритания. В возрасте 15 лет был вынужден оставить школу, начал работать шахтёром, работал на шахтах Темпл-Ньюсама и Лофтхауса. Потерял работу во время череды увольнений после забастовки 1984—1985 годов, во время временного увольнения арендовал мастерскую и начал заниматься пескоструйной обработкой. В скором времени создал и запатентовал складную проволочную сетку и тканевый контейнер, ныне известный как Hesco Bastion, который первоначально предназначался для борьбы с наводнениями и предотвращения эрозии почвы.

## Карьера
В 1990 году создал компанию Hesco Bastion Ltd, производившую изобретённые им контейнеры того же названия. Несмотря на своё первоначальное предназначение, вскоре они вызвали большой интерес у британской армии и начали активно закупаться ею для создания разного рода укреплений, барьеров и взрывоустойчивых стен, частично заменив традиционное использование для этой цели мешков с песком и потенциально снижая потери в живой силе во время боя. Контейнеры Hesco использовались армией во время конфликтов в Косове, Афганистане и Ираке, а также во время борьбы с наводнением в Новом Орлеане. В 2006 году был награждён Орденом Британской империи.
Активно занимался благотворительностью, пожертвовав, в частности, 1,5 миллиона фунтов стерлингов в фонд помощи солдатам, получившим ранения в борьбе с терроризмом.
В декабре 2009 года Хеселден купил компанию Segway Inc., разработавшую электрический самокат сегвей.

## Смерть
В 11:40 по местному времени 26 сентября 2010 года в полицию Уэст-Йоркшира поступило сообщение о падении человека с высоты 24 м (80 футов) в реку Варф в деревне Торп-Арч возле Бостон Спа, произошедшем, скорее всего, со скалы. Им оказался Джими Хеселден, ехавший на сегвее. 4 октября было проведено вскрытие, после которого коронеры заявили, что причиной смерти были множественные тупые травмы грудной клетки и позвоночника, полученные в результате падения. Предполагается, что Хеселден не справился с управлением из-за неровной дороги или иных причин, но расследование по делу не закончено до сих пор.
На момент смерти его капитал составлял более 340 миллионов фунтов стерлингов, и он входил в список 400 богатейших людей Великобритании по версии The Sunday Times.